# Beulah (Colorado)
Beulah è una comunità non incorporata della contea di Pueblo, Colorado, Stati Uniti. Lo ZIP code dell'ufficio postale di Beulah è 81023. Beulah si trova lungo la State Highway 78 a circa 21 miglia a sud-ovest di Pueblo, ai piedi delle Wet Mountains.

## Storia
La città di Mace's Hole fu fondata nel 1862. La città un tempo era intitolata a Juan Maes, anglicizzato in "Mace", un bandito che "usò" la valle per nascondersi. L'ufficio postale di Mace's Hole fu aperto il 23 aprile 1873. A un predicatore locale non piaceva il nome della città e suggerì il nome biblico Beulah. Il nome della città fu cambiato in Beulah il 25 ottobre 1876. Il nome è un riferimento a Isaia 62:4; viene dall'ebraico per "sposata".